# Кромпець Наталія Ярославівна
Наталія Ярославівна Кромпець (нар. 15 лютого 1987, м. Тернопіль) — українська спортсменка (маунтенбайк). Майстер спорту України (2005), майстер спорту міжнарадного класу (2008). 

## Життєпис
Закінчила Тернопільський національний економічний університет (нині - Західноукраїнський національний університет).
Багаторазова чемпіонка України. Срібна медаль у міжнародній велогонці (2006, Туреччина, Угорщина), срібний і бронзовий призер міжнародної гонки «Langa» (відповідно 2005, 2006, Польща). Учасниця чемпіонатів світу (2005, м. Лівінго), Європи (м. Альпаго, обидва — Італія). 
Член збірної команди України (від 2004), ФСТ «Україна», обласного центру олімпійської підготовки.